# Арефино (Починковский район)
 Арефино— деревня в Смоленской области России, в Починковском районе. Расположена в центральной части области в 23 км к северу от Починка, в 5 км к востоку от остановочного пункта 349-й км на железнодорожной ветке Смоленск — Рославль. Население — 4 жителя (1998 год). Входит в состав Лосненского сельского поселения.

## Достопримечательности
В окрестностях деревни располагается целый комплекс археологических памятников. На поле у деревни были найдены кремнёвый скребок и пластина, в урочище Бидемля каменный топор. По всей видимости здесь существовало древнее поселение эпохи неолита. В 1 км севернее деревни селище VI — X веков и курганная группа из 49 курганов. На левом берегу реки Городок расположены 7 курганов IX—X веков.